# Сасова, Ирина Абрамовна
Ира Абрамовна Сасова (15 октября 1934 года, Москва, РСФСР, СССР — 31 июля 2013 года) — советский и российский учёный-педагог, член-корреспондент РАО (1999).

## Биография
Родилась 15 октября 1934 года в Москве. В 1958 году — окончила Московский городской педагогический институт имени В. П. Потемкина по специальности химия, биология, основы сельского хозяйства. После окончания института работала в школе № 842 Ленинградского района г. Москвы учителем химии, заведующей учебной частью, затем — директором этой школы.
С 1970 года — вела преподавательскую работу в Московском институте электронной техники (МИЭТ). В 1975 году — защитила кандидатскую диссертацию на соискание степени кандидата технических наук. В 1990 году — защитила докторскую диссертацию на соискание степени доктора педагогических наук. В 1992 году — присвоено учёное звание профессора.
С 1981 года — работала Институте трудового обучения и профориентации АПН СССР, пройдя путь от старшего научного сотрудника до заведующей лабораторией, заведующая отделом социально-экономической подготовки школьников (с 1990 года); заместитель директора по научной работе Института общего среднего образования (ИОСО) РАО (с ноября 1995 года).
В 1999 году — была избрана членом-корреспондентом РАО от Отделения общего среднего образования.
Умерла 31 июля 2013 года.

## Научная деятельность
Сфера научных интересов: преподавание технологии и экономики в начальной и средней школе.
Специалист в области экономической подготовки, организатор и участница более 20 научно-практических конференций по данной проблеме в России и 12 международных научно-практических конференций за рубежом. Основоположник научной школы непрерывного экономического образования учащейся молодежи. Под её научным руководством защищено по данной проблеме 32 кандидатских и докторских диссертаций.
Автор более 170 работ по проблеме экономической подготовке школьников, 12 работ опубликовано за рубежом. Под её руководством были составлены программы по социально-экономической подготовке учащихся I—XI классов, разработана концепция экономического образования школьников, проект стандарта экономического образования, получивший I место на конкурсе, проведенном Министерством образования Российской Федерации.

### Сочинения
- Экономическое воспитание школьников в процессе трудовой подготовки: Книга для учителя. — М., 1988;
- Экономическое воспитание детей в семье. — М., 1989;
- Программа и методические рекомендации для средней общеобразовательной школы «Непрерывная социально-экономическая подготовка». — М., 1995;
- Программа «Введение в экономику крестьянского (фермерского) хозяйства» // Школа и производство. 1997. № 5;
- Учись хозяйствовать рентабельно: Пособие для учащихся X—XI классов. — М., 1994;
- Непрерывное экономическое образование молодежи // Педагогика. 1994. № 4.

## Награды
- Отличник народного просвещения
- Медаль «За доблестный труд в ознаменование 100-летия со дня рождения В. И. Ленина»
- Знак Министерства высшего и среднего специального образования «За отличные успехи в работе»
- Свидетельство ВДНХ СССР
- грамоты Министерства просвещения СССР и Президиума АПН СССР.